# ريكاردو كولومبو
ريكاردو كولومبو (بالإيطالية: Riccardo Colombo)‏ (1 ديسمبر 1982 في إيطاليا - ) هو لاعب كرة قدم إيطالي في مركز الدفاع. لعب مع نادي أودينيزي ونادي برو باتاريا ونادي تريستينا ونادي تورينو ونادي ريجينا ونادي ساليرنيتانا ونادي سيتاديلا ونادي نوفارا وUC AlbinoLeffe ‏.